# Pseudoseisuropsis
Pseudoseisuropsis es un género de aves extintas de la familia Furnariidae (Orden Passeriformes), encontrado en el Pleistoceno de Argentina y Uruguay. El género fue descrito en 1991 en base a restos óseos desarticulados incluyendo un cráneo casi completo. Aunque originalmente se creía que estaba relacionado con el género Pseudoseisura, análisis filogenéticos sugieren un origen más antiguo dentro de la familia. Tres especies se han descrito haste el momento:
- Pseudoseisuropsis nehuen Noriega, 1991
- Pseudoseisuropsis cuelloi Claramunt & Rinderknecht, 2005
- Pseudoseisuropsis wintu Stefanini et al., 2016